# Gare de Châteaulin-Embranchement
Ne doit pas être confondu avec Gare de Châteaulin-Ville.
La gare de Châteaulin-Embranchement est une gare ferroviaire française de la ligne de Savenay à Landerneau, située sur le territoire de la commune de Châteaulin, dans le département du Finistère, en région Bretagne.
Elle est mise en service en 1864 par la Compagnie du chemin de fer de Paris à Orléans (PO). 
C'est une gare de la Société nationale des chemins de fer français (SNCF), desservie par des trains TER Bretagne, qui relient Brest à Quimper via Landerneau.

## Situation ferroviaire
Établie à 53 mètres d'altitude, la gare de Châteaulin-Embranchement est située au point kilométrique (PK) 715,235 de la ligne de Savenay à Landerneau, entre les gares ouvertes de Quimper et de Pont-de-Buis. Elle est séparée de Quimper par les gares aujourd'hui fermées de Quéménéven et de Pont-Quéau.
Elle était une gare d'échanges avec le Réseau breton puisque la gare se trouvait également sur la ligne de Carhaix à Camaret-sur-Mer (aujourd'hui disparue) de ce réseau ferroviaire à voie métrique.

## Histoire
L'arrivée du chemin de fer à Châteaulin est programmée par la loi, du 2 mai 1855, relative à la concession, du chemin de fer de Nantes à Châteaulin, avec embranchement sur Napoléonville, à la Compagnie du chemin de fer de Paris à Orléans (PO). L'inauguration de la section, à voie unique, entre Quimper et Châteaulin a lieu le 12 décembre 1864.
La section, à voie unique, entre Châteaulin et Landerneau, qui permet le lien entre les deux grandes voies ferrées du nord (ligne de Paris-Montparnasse à Brest) et du sud (ligne de Savenay à Landerneau) de la Bretagne est mise en service par la compagnie du PO, le 16 décembre 1867, la gare est désormais reliée avec Brest. 
Le bâtiment voyageurs est construit suivant le modèle habituel de la Compagnie du PO pour le sud Bretagne, il est composé d'un corps central à étage entouré de deux petites ailes en rez-de-chaussée, la construction utilise une alternance de lignes rouges en brique, et blanches en tuffeau.
La commune de Châteaulin possédait deux gares jusqu'à la fermeture de la ligne de Carhaix à Camaret-sur-Mer du Réseau breton, le 30 septembre 1967 : 
- Châteaulin-Ville située sur cette dernière ;
- Châteaulin-Embranchement correspondant à la jonction de cette ligne et de la ligne allant de Landivisiau à Quimper et vers Camaret.

Aujourd'hui les voies allant vers Carhaix et celles conduisant à Crozon et Camaret sont déposées. La gare de Châteaulin-Ville est ainsi fermée. Seule la gare dite « de l'embranchement » reste utilisée, gardant officiellement le nom de Châteaulin-Embranchement, bien que sur le bâtiment voyageurs, seul « Châteaulin » y figure.
Le 9 juillet 2010 a lieu l'inauguration de la rénovation, extérieure et intérieure, du bâtiment voyageur construit par la compagnie du PO.

## Fréquentation
Selon les estimations de la SNCF, la fréquentation annuelle de la gare figure dans le tableau ci-dessous.
| Année               | 2015   | 2016   | 2017   | 2018   | 2019   | 2020   | 2021   | 2022   | 2023   |
| ------------------- | ------ | ------ | ------ | ------ | ------ | ------ | ------ | ------ | ------ |
| Nombre de voyageurs | 39 666 | 28 101 | 15 531 | 26 892 | 32 682 | 20 984 | 36 172 | 55 668 | 66 176 |

## Service des voyageurs

### Accueil
Gare SNCF, elle dispose d'un bâtiment voyageurs (celui d'origine) avec guichet ouvert tous les jours.

### Desserte
La gare est desservie par les trains TER Bretagne de la relation de Brest à Quimper (ligne 31), via les gares de Landerneau, Dirinon - Loperhet et Pont-de-Buis.

### Intermodalité
Un parking est aménagé.